# Frederik Nørgaard (politiker)
 Der er flere personer med dette navn, se Frederik Nørgaard.
Frederik Nørgaard (født 4. august 1940 i Sønder Onsild) er en dansk politiker, der tidligere har repræsenteret Socialdemokratiet i Nyborgkredsen i Folketinget. Desuden er han tidligere borgmester i Nyborg Kommune.
Nørgaard har ikke anden uddannelse end folkeskolen. Han har arbejdet som landbrugsmedhjælper, som arbejdsmand og som overportør ved DSB.
Han blev medlem af Nyborg Byråd i 1974, og var i perioden frem til 1994 bl.a. kulturudvalgsformand, viceborgmester og borgmester; sidstnænvte fra 1978 til 1980. Som kommunalpolitiker var han medlem af KL's fritidsudvalg samt af Danmarks Biblioteksforening. I 1990 blev han Nyborgkredsens folketingskandidat, og efter at have været midlertidigt medlem af tinget nolge perioder i 1993 og 1994, opnåede han ved valget 21. september 1994 valg. Han var medlem frem til 10. marts 1998. Han stillede op til kommunalvalget i 2005, men blev ikke valgt.